# Fiebre de baile
Fiebre de baile es un concurso de baile de famosos, estilo reality show, emitido en Chile por Chilevisión entre 2009 y 2012, y nuevamente a partir de 2025. El conductor en sus ediciones 2009 y 2010 era el periodista Julián Elfenbein, durante 2011 conducido por Rafael Araneda, acompañado en el backstage, por Francisca Merino. Durante 2012 lo fue Cristián Sánchez. En su regreso, en 2025, el programa será conducido por Diana Bolocco.
Entre sus filas ha contado con participaciones de farándula nacional como internacional. Aunque el formato es propio, es similar a Bailando por un sueño Argentina, con la diferencia de no cumplir sueños y tener menos duración. Cada semana, los famosos acompañados por bailarines profesionales son evaluados por un jurado que puntúa su baile con un máximo de 30 puntos (10 por cada integrante), además de contar con la participación activa de los televidentes mediante el voto telefónico. Los ya mencionados bailarines profesionales pueden aparecer en diferentes temporadas acompañando a un famoso diferente.

## Temporadas

### Primera temporada
La primera temporada de fiebre de baile comenzó el 17 de junio de 2009, resultando como ganadora la bailarina y conductora de televisión Maura Rivera, en una sorpresiva final en que todos esperaban a Francesca Cigna, más conocida como Blanquita Nieves, que se alzara con el título. Tras esto, se le ofreció a la vedette participar nuevamente en el certamen, regresando así en la segunda temporada; la misma oferta se le realizó a Maura Rivera, la que declinó argumentando que era el turno de otros famosos de ganar Fiebre de baile. Tuvo dos abandonos, uno por parte del animador Mario Velasco y otro de la vedette Marlén Olivarí, tras sufrir una lesión. Esta última contó con el único reemplazo de todas las temporadas, por parte de Rocío Marengo, quien se unió inmediatamente a la competencia. Contó como invitados a los humoristas Dinamita Show.

### Segunda temporada
En la segunda versión sólo participaron mujeres y ha sido la de menos duración (exceptuando especiales). Comenzó el 16 de septiembre de 2009 y nuevamente Francesca Cigna se quedó sin ganar, es más, en esta oportunidad ni siquiera logró estar entre las tres mejores. Se coronó como ganadora, otra vez sorpresivamente, la figura de televisión Janis Pope, dejando atrás a bailarinas como Yamna Lobos y María José Campos. Una de las participaciones más comentadas antes del inicio de la competencia fue la de Angélica Sepúlveda, pero no logró sorprender al jurado ni al público, resultando como primera eliminada. Sólo tuvo un abandono, por parte de una de las favoritas para ganar, la modelo Gianella Marengo debió dejar la competencia tras sufrir una grave lesión. Otra de las participaciones fue la de Jésica Cirio, sin embargo, sus bailes no destacaron y fue rápidamente eliminada. Contó como invitados a los cantantes Daddy Yankee y Axel.

### Especial
Tras el éxito de sus predecesoras, se realizó un especial que se emitió justo después del término de la segunda temporada en el que se retomó la participación mixta, que constó en una mini temporada de dos capítulos de duración en la que participaron 12 famosos, muchos anticipando su ingreso a la temporada siguiente. Seis fueron eliminados en el primer capítulo y la definición se realizó en el segundo. Resultó victorioso el bailarín Rodrigo Díaz, tras vencer al fotógrafo y conductor de televisión Jordi Castell.

### Tercera temporada
La tercera temporada ha sido la de mayor duración y más éxito en sintonía. Se inició el 19 de abril de 2010 y participaron 23 parejas. En esta oportunidad, la modelo Gianella Marengo regresa a la competencia luego de recuperarse de la lesión que la dejó fuera de la segunda temporada. Rodrigo Díaz, Pablo Shilling, Angie Alvarado e Iván Cabrera quienes participaron en el especial volvieron a esta temporada. En la polémica final se anunció erróneamente que el ganador era el bailarín Iván Cabrera, mas una confusión provocada en la transcripción de los votos telefónicos concluyó que realmente el ganador fue Rodrigo Díaz (quien también ganó el especial previo). Una de las figuras más emblemáticas por su sentido del humor y bajas puntuaciones fue la del comediante italiano Gabriele Benni. Tuvo una renuncia en la tercera semana, la modelo Angie Alvarado decidió marginarse de la competencia aludiendo problemas personales. Finalizó el 20 de julio del mismo año con un peak de 42 puntos de índice de audiencia. Américo y David Bisbal fueron invitados a esta temporada.

### Segundo Especial
Tal y como el especial anterior, se realizó una segunda mini temporada solamente de duelos con cuatro capítulos de duración que se inició el lunes 26 de junio de 2010. Contó con 10 participantes, cinco de ellos eliminados de la temporada anterior. En el segundo capítulo, la modelo Claudia Schmidt se retira de la competencia por varias lesiones, que la habían llevado a la sentencia en el primer capítulo. En la final se enfrentaron Viví Rodrígues, Valentina Roth y Francini Amaral. Finalmente el público decidió que esta última ganara la competencia.

### Cuarta temporada
En esta ocasión, el animador Julián Elfenbein deja la conducción del programa y el cargo es asumido por Rafael Araneda permanentemente. Se espera que retome el mismo estilo de competencia mostrado en la tercera edición del concurso con algunos cambios en la eliminación a partir del 28 de marzo. Se estrenó el 7 de marzo de 2011 con índice de audiencia promedio de 18,3 en su primer capítulo.

### Quinta temporada
Nuevamente fiebre de baile presenta cambios, tanto en competencia, animador, como en los jueces, por un lado la conducción estará a cargo de Cristián Sánchez en vez de Rafael Araneda y entre los jueces aparecen rostros como Jaime Coloma y Maura Rivera, estando ausentes Francisca García-Huidobro y Juan Falcón, la denominada "maestra" Karen Connolly seguirá como presidenta del jurado, en el backstage Felipe Avello y Juan Pablo Queraltó asumirán el cargo dejando fuera a Francisca Merino.  Los participantes seguirán siendo figuras del espectáculo.

## Resumen de ediciones
| Temporada   | Año  | Presentador      | Jurado                    | Jurado         | Jurado         | Ganador               | Bailarín         | % Ganador | Segundo Lugar      | Bailarín          | N.º de parejas | Lema               |
| ----------- | ---- | ---------------- | ------------------------- | -------------- | -------------- | --------------------- | ---------------- | --------- | ------------------ | ----------------- | -------------- | ------------------ |
| I           | 2009 | Julián Elfenbein | Francisca García-Huidobro | Karen Connolly | William Geisse | Maura Rivera          | Francisco Chávez | 51,96%    | Francesca Cigna    | Juan Luis Urbina  | 12             | Famosos en llamas  |
| II          | 2009 | Julián Elfenbein | Francisca García-Huidobro | Karen Connolly | William Geisse | Janis Pope            | Eduardo Méndez   | 48,2%     | Yamna Lobos        | Jonathan Jorquera | 11             | Famosos en llamas  |
| Especial I  | 2009 | Julián Elfenbein | Francisca García-Huidobro | Karen Connolly | William Geisse | Rodrigo Díaz          | Bárbara Moscoso  | 57,2%     | Jordi Castell      | Paula Valdivieso  | 12             | Famosos en llamas  |
| III         | 2010 | Julián Elfenbein | Francisca García-Huidobro | Karen Connolly | William Geisse | Rodrigo Díaz          | Bárbara Moscoso  | 65,9%     | Iván Cabrera       | Ivana Vargas      | 23             | Famosos en llamas  |
| Especial II | 2010 | Julián Elfenbein | Francisca García-Huidobro | Karen Connolly | William Geisse | Francini Amaral       | Juan Luis Urbina | 46,6%     | Valentina Roth     | Francisco Chávez  | 11             | Famosos en llamas  |
| IV          | 2011 | Rafael Araneda   | Francisca García-Huidobro | Karen Connolly | Juan Falcón    | Fabricio Vasconcellos | Mariela Román    | 62,4%     | Guido Vecchiola    | Valeria Landa     | 26             | La revolución      |
| V           | 2012 | Cristián Sánchez | Jaime Coloma              | Karen Connolly | Maura Rivera   | Pamela Díaz           | Juan Luis Urbina | 57,7%     | Christian Ocaranza | Valeria Landa     | 20             | Famosos en peligro |
| VI          | 2025 | Diana Bolocco    |                           |                |                |                       |                  |           |                    |                   |                | Famosos a la pista |

## Bailes por temporada
Los siguientes ritmos han sido bailados en diferentes temporadas de Fiebre de baile.
| Ritmo                     | Temporada I | Temporada II | Especial | Temporada III | Especial II | Temporada IV | Temporada V |
| ------------------------- | ----------- | ------------ | -------- | ------------- | ----------- | ------------ | ----------- |
| Adagio                    |             |              |          |               |             |              |             |
| Adagio Latino             |             |              |          |               |             |              |             |
| Aquadance                 |             |              |          |               |             |              |             |
| Aquadance bajo la Lluvia  |             |              |          |               |             |              |             |
| Aquadance Triple          |             |              |          |               |             |              |             |
| Axé                       |             |              |          |               |             |              |             |
| Bachata                   |             |              |          |               |             |              |             |
| Bailando bajo la Lluvia   |             |              |          |               |             |              |             |
| Bailando bajo la Nieve    |             |              |          |               |             |              |             |
| Bailando bajo la Tormenta |             |              |          |               |             |              |             |
| Baile de la Jaula         |             |              |          |               |             |              |             |
| Boogie                    |             |              |          |               |             |              |             |
| Cancán                    |             |              |          |               |             |              |             |
| Caño Recargado            |             |              |          |               |             |              |             |
| Chachachá                 |             |              |          |               |             |              |             |
| Conga                     |             |              |          |               |             |              |             |
| Cumbia                    |             |              |          |               |             |              |             |
| Danza Árabe               |             |              |          |               |             |              |             |
| Disco                     |             |              |          |               |             |              |             |
| Fiesta tropical           |             |              |          |               |             |              | Sí          |
| Freestyle                 |             |              |          |               |             |              |             |
| Go go                     |             |              |          |               |             |              |             |
| Jive                      |             |              |          |               |             |              |             |
| Kitsch                    |             |              |          |               |             |              | Sí          |
| Lambada                   |             |              |          |               |             |              |             |
| Mambo                     |             |              |          |               |             |              |             |
| Merengue                  |             |              |          |               |             |              |             |
| Música de Películas       |             |              |          |               |             |              |             |
| Pole Dance                |             |              |          |               |             |              |             |
| Pop                       |             |              |          |               |             |              | Sí          |
| Reguetón                  |             |              |          |               |             |              |             |
| Rock N'Roll               |             |              |          |               |             |              |             |
| Rumba Flamenca            |             |              |          |               |             |              |             |
| Salsa                     |             |              |          |               |             |              |             |
| Samba                     |             |              |          |               |             |              |             |
| Strip Dance               |             |              |          |               |             |              | Sí          |
| Swing                     |             |              |          |               |             |              |             |
| Tango                     |             |              |          |               |             |              |             |
| Twist                     |             |              |          |               |             |              |             |
| Videoclip                 |             |              |          |               |             |              | Sí          |